# Museu do Cinema de Melgaço
O Museu do Cinema de Melgaço, também referido como Museu de Cinema Jean-Loup Passek, localiza-se na vila e concelho de Melgaço, distrito de Viana do Castelo, em Portugal. Trata-se de um museu temático, dedicado à história do cinema.
Encontra-se instalado em plena zona histórica, num edifício anteriormente ocupado pela Guarda Fiscal, que foi adquirido para o efeito pela autarquia. Apresenta no piso inferior uma zona de exposição permanente, com um pequeno auditório. O piso superior é composto por espaços dedicados a exposições temporárias.

## História
A coleção foi doada pelo cinéfilo francês, de origem eslava, Jean-Loup Passek, que dirigiu o departamento cinematográfico do Centro Georges Pompidou, em Paris, contando, ainda, com um vasto currículo ligado ao estudo e à divulgação da Sétima Arte, para além de ter sido também fundador e diretor do Festival de Cinema de La Rochelle e criador do prémio Câmara de Ouro (Caméra d'or) do Festival de Cannes, cargo que abandonou quando optou por se dedicar apenas à gestão da sua colecção e do museu em Melgaço.
Numa entrevista, contou que a sua história de amor com Portugal começou durante as filmagens de umas obras de ampliação do metro de Paris, no início dos anos 70, quando travou amizade com dois emigrantes portugueses oriundos da vila minhota de Melgaço, António Souto e António Alves, que trabalhavam na sua construção. A partir desse momento, um forte elo gerou-se entre o realizador e os dois emigrantes, sendo este convidado frequentemente para convívios e eventos familiares, como se pertencesse à família destes. Anos mais tarde, foi membro do júri no festival de cinema Fantasporto, comprou uma pequena casa no concelho de Melgaço e construiu outra junto ao mar, a norte da Nazaré, passando a dividir a sua residência entre estas casas e outra no Quartier Latin até à data da sua morte em 2016. Quando questionado sobre o porquê de ter escolhido a pequena vila minhota para o local do seu espólio respondeu "Ninguém me propôs nada de concreto em França. Gastei o meu dinheiro a comprar isto tudo, e não queria que a colecção ficasse em França. Sinto-me um pouco egoísta. Para mim, Portugal é que é importante."
O museu abriu portas no dia 3 de junho de 2005.
Em 2016, após o falecimento de Jean-Loup Passek, a coordenação do Museu de Cinema passou para as mãos do casal amigo e cinéfilo Bernard Despomadères, responsável pela área cultural do Instituto Francês do Porto (IFP), e sua esposa Estela Cunha. Prometendo preservar o legado de Passek, uma nova ala documental do museu será erguida no edifício do antigo e devoluto Cinema Pelicano, também no centro histórico da vila de Melgaço, no entanto, ainda sem data anunciada.

## Acervo
O acervo do museu é constituído por máquinas, aparelhos e objectos do pré-cinema, como lanternas mágicas, zootropos, fenaquistiscópicos e praxinoscópios, cartazes originais em tela, fotografias e documentos diversos em excelente estado de conservação.

## Exposições Temporárias
2005 – Divas do cinema
2006 – A idade de ouro do cinema francês: 1930 - 1960
2007 – O cinema burlesco americano
2008 – Homenagem a Frederico Fellini: 1930 - 1993
2009 – O auge do cinema japonês: 1940 - 1990
2011 – Ingmar Bergman: 1918 - 2007
2012 – Um olhar sobre o cinema cubano
2013 – Cinema espanhol
2014 – Cinema português: 1974 - 1983
2015  – Manoel de Oliveira
2016 – Histórias sem palavras (cinema mudo)
2017 – Idade de ouro do cartaz de cinema polaco
2018 – Anna Magnani: 1908 - 1973
2019 – 120 x 160 (Cartazes emblemáticos da história do cinema)
2021/2022 – Centre Pompidou e o passador de imagens

## Galeria

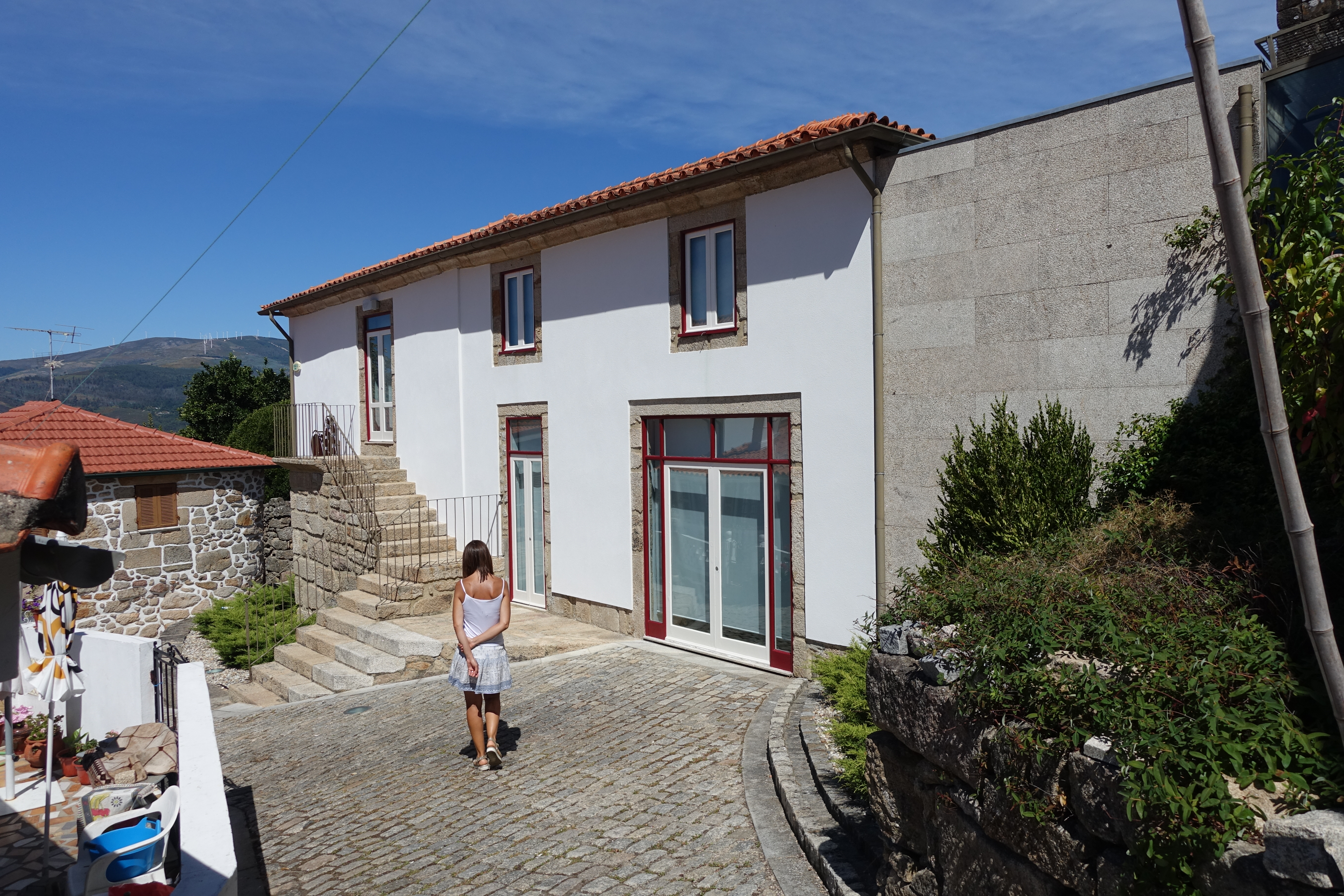
Museu do Cinema
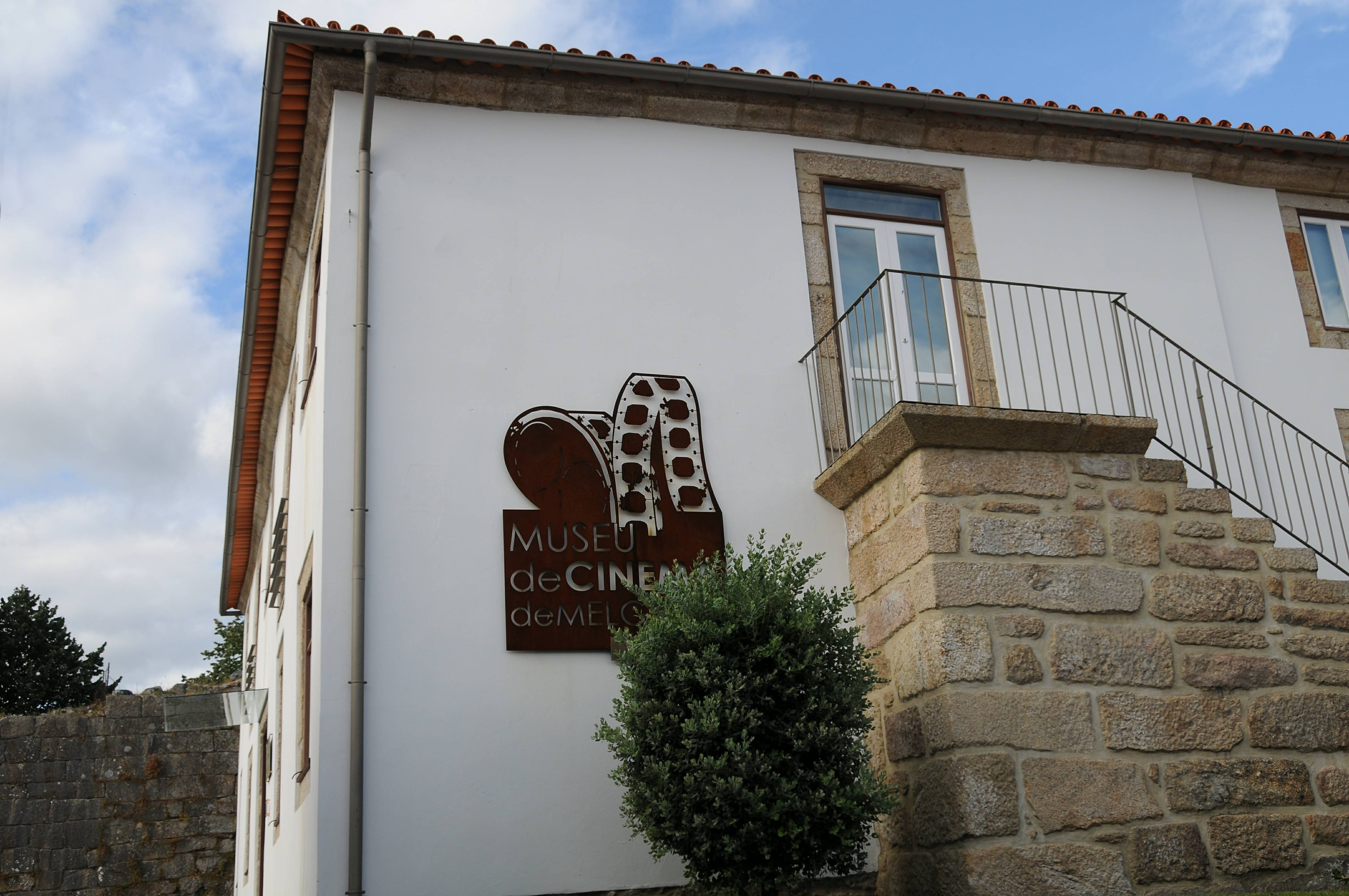
Museu do Cinema
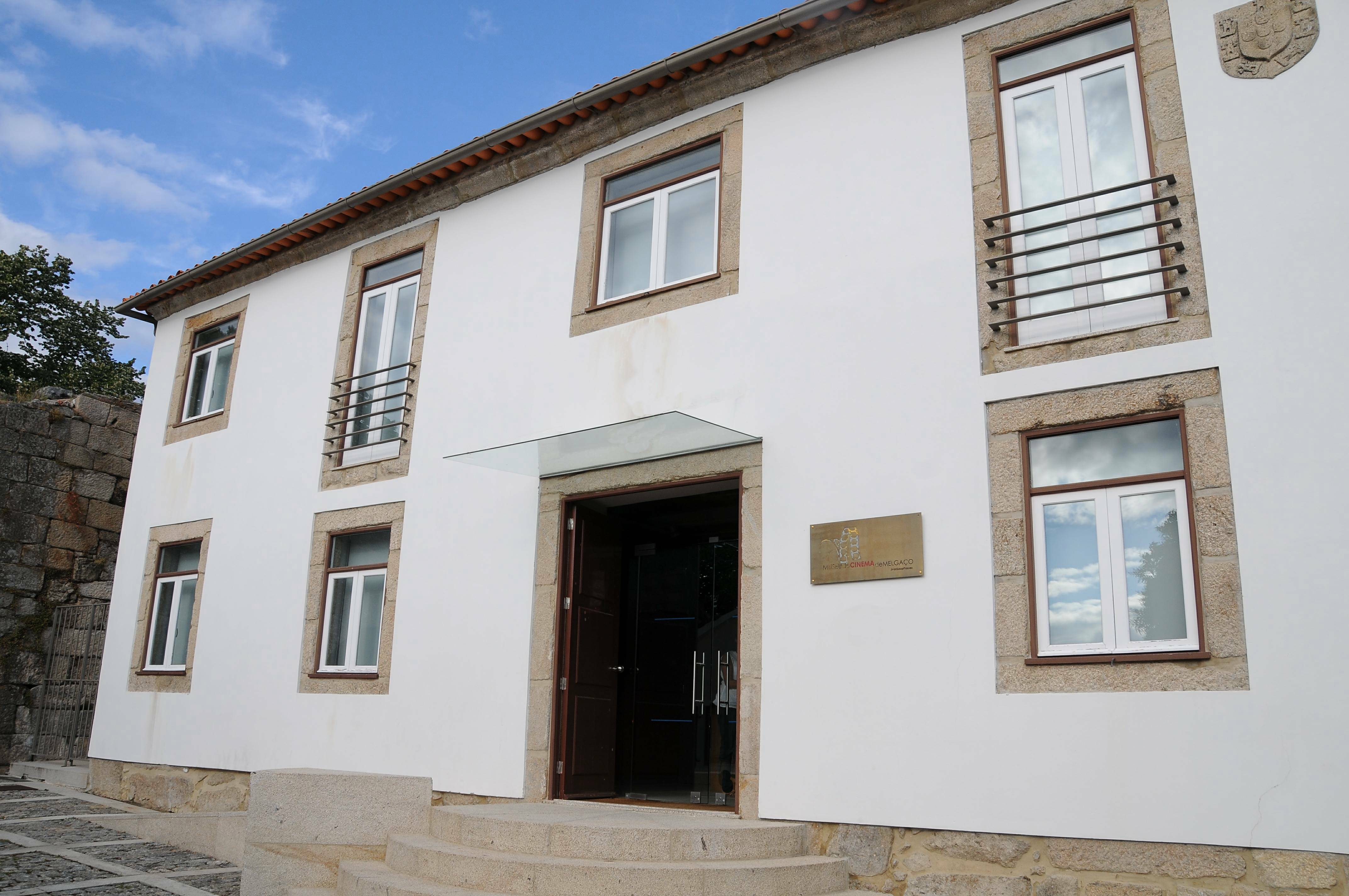
Museu do Cinema